# Dedo I de Wettin
Dedo I, conde de Wettin (h. 950-13 de noviembre del 1009), también conocido como Dedo I de Wettin, fue un hijo de Teodorico I de Wettin y Juta de Merseburgo.
De joven, Dedo pasó su infancia con su pariente Rikdag, margrave de Meissen, Zeitz y Merseburgo, y de esta manera estrechamente relacionado con uno de los más influyentes hombres de Sajonia Oriental. Dedo se casó, antes de 985, con Tietburga, la hija de Teodorico de Haldensleben, margrave de la Marca del Norte.
En los años 974-985 Dedo I se vio implicado en la rebelión del duque Enrique II de Baviera contra el emperador Otón II y más tarde contra su hijo Otón III, hasta junio de 985, cuando el duque bávaro fue finalmente sometido en Fráncfort.
En 976 Dedo lideró un ejército bohemio, conquistó la Marca de Zeitz y robó la iglesia del obispo. Se alega que incluso cogió a su propia madre como prisionera.
Dedo aparentemente tuvo una buena relación con el arzobispo Giselher de Magdeburgo, quien le ayudó a ganar derechos condales en el Hassegau septentrional. Aún más, Dedo reclamó con éxito el castillo de Zörbig para él mismo y su hermano Federico.
Los años anteriores a la muerte de Dedo se vieron ensombrecido por una lucha con los condes de Walbeck. Cuando su suegro fue depuesto como margrave de la Marca del Norte, Dedo pretendió el cargo para él mismo. Pero le fue entregado a Lotario, conde de Derlingau y Nordthüringgau. Lotario gobernó en la Marca del Norte desde 983 hasta 1003.
El obispo Tietmaro de Merseburgo, sobrino de Lotario, narra en su crónica que Dedo I estuvo implicado en la devastación del castillo de Wolmirstedt que estaba en posesión de los condes de Walbeck. La disputa de Dedo con la casa de Walbeck continuó con el hijo y sucesor de Lotario, Werner de Walbeck (1003-m. 1014). Dedo fue asesinado por Werner el 13 de noviembre del 1009 junto con sus vasallos cerca de Mose en la confluencia de los ríos Tange y Elba.

## Matrimonio y descendencia
Dedo y Tietburga de Haldensleben tuvieron al siguiente hijo:
- Teodorico, conde de Wettin, y desde 1031 margrave de Lusacia (h. 990, m. ).